# Cueva Bolshaya Fanagoriskaya
La cueva Bolshaya Fanagoriskaya (del ruso: Большая Фанагорийская (Сталактитовая) пещера) o Stalaktitovaya (Сталактитовая) o Psékupskaya (Псекупская) es una cueva kárstica situada en la orilla derecha del río Ayuk, de la cuenca del Psékups y este de la del Kubán, en el ókrug urbano de la ciudad de Goriachi Kliuch, krai de Krasnodar, en el sur de Rusia.
A ella se accede por un camino de 12 km al oeste de Fanagoriskoye.

## Características

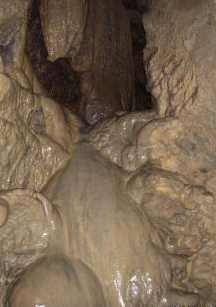
Estalagmita en la cueva.

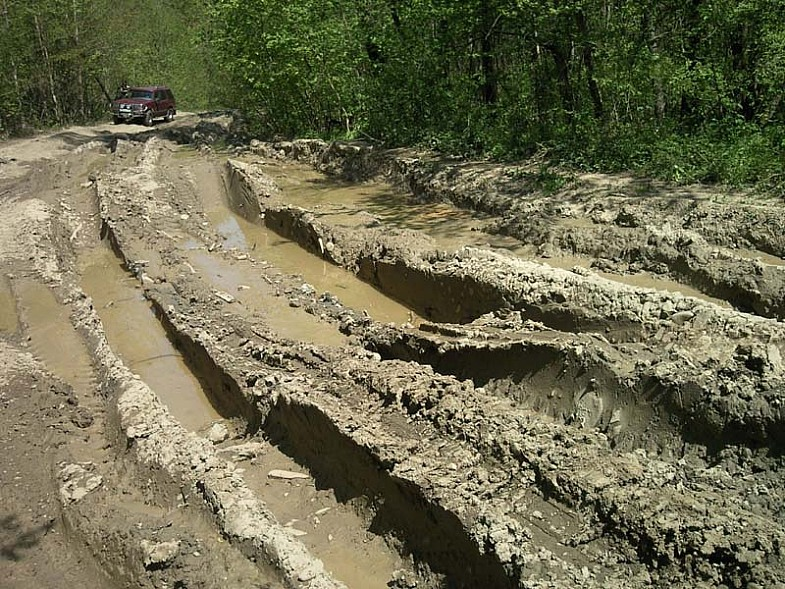
Camino de acceso a la cueva.

La entrada a la cueva se halla a unos 300 m de altura y tiene unas dimensiones de 1.5 m x 1.5 m. Tras la entrada se halla un estrecho pasillo de 10 m de longitud, tras el que las paredes de la cueva se abren, creando salas bastantes espaciosas. Aproximadamente en el punto medio de la cueva, crece la una gran estalagmita conocida como Perelaz, que hay que remontar para continuar hacia el fondo de la cueva. El fondo de la misma se bifurca en dos ramales, uno bloqueado y el otro demasiado estrecho para continuar. En esta zona discurre un río, que dependiendo de la estación y el volumen de sedimentos, puede alcanzar los 30 cm de profundidad. Una parte importante de las estalactitas y estalagmitas de la cueva está destruida. A finales del siglo XIX y principios del siglo XX era usado como punto de peregrinación y oratorio. Según los relatos de visitantes, a principios del siglo XIX un hundimiento que redujo su extensión a la actual.
La temperatura dentro de la cueva es de 9 °C y es constante en todo el año. El depósito de carbono-14 en las formaciones de la cueva hace que el aire de la misma este ligeramente ionizado. 
En la cueva, pese al gran número de visitas, hay una variada fauna, compuesta por sanguijuelas, turbelarios, nematodos, arácnidos y miriápodos. En cuanto a los quirópteros, habitan en ella seis variedades de murciélagos, como los murciélagos de herradura grandes y pequeños, murciélagos ratoneros medianos, murciélagos ribereños, murciélagos barbastelas y murciélagos orejudos comunes.

## Historia
El primer relato descriptivo de la cueva fue realizado por el viajero otomano Evliya Çelebi que la visitó en 1666. En 1881, el coronel M. Kamenev, encargado del balneario de Goriachi Kliuch, la visitó, y opinó que era una de las más admirables de Europa. En 1882 V. M. Sysoev visitó la cueva y escribió una descripción de la misma, que fue publicada en la Gaceta del óblast de Kubán (Кубанские областные ведомости, 1901) y en la Gaceta de los aficinados al estudio del óblast de Kubán (Известиях Общества любителей изучения Кубанской области, ОЛИКО, 1902). En esta publicación se recogían asimismo los estudios sobre la cueva de A. M. Diachkov-Tarasov. En 1946 una comisión delegada del Instituto Pedagógico de Krasnodar investigó el complejo espeleológico kárstico del Cáucaso, visitando entre otras esta cueva. En 1977 fue declarada monumento natural. En 1983 se realizó un estudio topográfico, que sería repetido entre 1992 y 1995, que pasó por zonas donde no se había llegado antes y obtuvo unas mediciones que dan como resultado una amplitud de 53 m, un área de 2 064 m² y un volumen de 13 032 m³.